# La Maison de soie
La Maison de soie (The House of Silk) est un roman policier britannique d'Anthony Horowitz, publié en 2011. Sous-titré dans la version française Le nouveau Sherlock Holmes, il fait revivre le personnage créé par Sir Arthur Conan Doyle en 1887.
Alors qu'il existe nombre d'adaptations et pastiches de Sherlock Holmes, c'est la première fois que le retour du célèbre détective se fait à la demande des ayants droit de l'écrivain écossais.

## Résumé
Dans la préface du récit de cette aventure de son ami Sherlock Holmes, et un an après la mort de celui-ci, le narrateur, le Docteur Watson, explique qu'il n'avait pu relater cette ancienne enquête du célèbre détective à cause des implications scandaleuses qu'elle allait révéler. « Non, les événements que je vais décrire étaient trop monstrueux, trop choquants pour être imprimés. Ils le sont toujours aujourd'hui ». Aussi donnera-t-il consigne que son manuscrit ne soit lu avant cent ans.
Au 221B Baker Street, Holmes et Watson ont la visite d'un marchand d'art, Edmond Carstairs, qui explique craindre pour sa vie. À la suite de la disparition d’œuvres de John Constable qui devaient être livrées à un Américain, les membres du « gang des casquettes plates » ont été retrouvés et tués, sauf l'un d'entre eux qui a pris la fuite ; or Carstairs semble depuis peu sous la surveillance d'un américain avec une casquette plate… Un cambriolage au domicile de Carstairs, « Ridgeway Hall », amène Holmes et Watson à y faire la connaissance de l'entourage du marchand d'art, dont sa femme Catherine (ex-épouse Marryat), rencontrée durant son retour d'Amérique, et sa sœur Eliza Carstairs. Cette dernière est persuadée que le récent décès de leur mère n'est pas accidentel mais dû à un suicide, et mettra le déclin inexpliqué de sa propre santé sur le compte d'un empoisonnement. Aidé par des enfants de la rue, les « irréguliers de Baker Street », dont il monnaye la recherche de renseignements, Holmes ne tarde pas à retrouver l'homme suspecté du vol… mort.
L'histoire change de registre quand l'un de ces enfants des rues, Ross Dixon, disparaît à son tour, et est retrouvé mort dans d'atroces circonstances, un ruban de soie noué post mortem à l'un de ses poignets : « Le garçon avait été battu brutalement. Ses côtes avaient été brisées, ainsi que ses bras, ses jambes et chacun de ses doigts. En observant ces horribles blessures, je sus tout de suite qu'elles avaient été infligées méthodiquement, l'une après l'autre, et que la mort, pour Ross, avait été un long tunnel de douleur ». Holmes est alors en proie à la culpabilité d'avoir exposé le jeune garçon sans autre considération. L'enquête conduit à la maison de garçons de « Chorley Grange », foyer d'accueil de jeunes en difficulté, et prend une autre dimension. Holmes aura besoin de l'aide de l'inspecteur Lestrade, de son frère Mycroft, devra s'enfuir de la prison où il est conduit après une accusation de meurtre étayée par des témoins insoupçonnables — et aura même l'appui de son futur ennemi le Professeur Moriarty.
C'est en fait trois énigmes que Sherlock Holmes résout, mais dont l'imbrication reste inattendue jusqu'au dénouement.

## Réception critique
L'accueil fait à cette nouvelle histoire de Sherlock Holmes est généralement favorable. Sur le site du Guardian, à propos d'Horowitz Ian Sansom s'interroge : « Peut-il nous étonner ? Peut-il nous captiver ? » et répond : « Emphatiquement, oui ». Pour Bruno Juffin sur le site des Inrockuptibles, « En mariant traditionalisme de bon aloi et progressisme social bien tempéré, Anthony Horowitz y fait résonner à nouveau la précieuse petite musique de Conan Doyle et bâtit à la mémoire de Holmes un monument aussi altier que la colonne Nelson ». Pour Eric Wittersheim, traducteur des Aventures de Sherlock Holmes, « Le travail d'Horowitz est celui d'un véritable admirateur de Conan Doyle : il a une manière très subtile de faire allusion à la postérité et à la mythologie de Sherlock Holmes, en se référant à ses enquêtes passées, mais aussi à des pastiches ».
Le narrateur, Watson, fait plusieurs fois état de son regret de ne pas s'être intéressé au devenir des coupables arrêtés par Sherlock Holmes, ou à l'environnement social londonien : « Après les changements considérables dont j'ai été le témoin au cours des années, je me dis parfois que j'aurais dû décrire plus longuement le chaos tentaculaire de cette ville où je vivais, peut-être à la façon de Gissing — ou de Dickens, cinquante ans avant lui ». Horowitz se distingue ainsi par une description plus poussée des bas quartiers, qui rappelle les romans de Dickens.